# Hyunmoo III
Hyunmoo III (česky: Strážce severní oblohy) je podzvuková protizemní řízená střela s plochou dráhou letu vyvinutá pro armádu a námořnictvo Korejské republiky. Může být vypuštěna z válečných lodí, ponorek, či ze země. Jsou jí vyzbrojeny jihokorejské torpédoborce tříd Čchungmukong I Sun-sin a Tchedžo Veliký (ve vertikálních vypouštěcích sdilech K-VLS), ponorky třídy Son Won-il a připravované třídy Dosan Ahn Chang-ho (K-VLS). Existuje v několika verzích lišících se doletem. Koncepčně je podobná americkým střelám Tomahawk.

## Vývoj
Korejská republika od počátku 80. let usilovala o získání vlastních balistických raket jako protiváhy severokorejských raket Scud a Nodong-1. Proto v 80. letech na základě amerického typu MIM-14 Nike Hercules vyvinula balistickou raketu Hyunmoo I s doletem 180 km a později v 90. letech vylepšené rakety Hyunmoo II s doletem 300 km. Korejská republika se roku 2001 zapojila do systému kontroly raketových technologií (Missile Technology Control Regime – MTCR) a zavázala se nevyvíjet balistické rakety s doletem nad 300 km. Dlouhodobým cílem ale bylo získat střely schopné zasáhnout cíle kdekoliv na území KLDR, a proto jihokorejská Agency for Defense Development (ADD) vyvinula zcela nové střely s plochou dráhou letu Hyunmoo III.
Vývoj střely probíhal v utajení, dle jihokorejských médií testy nové střely probíhaly od roku 2006 a sériová výroba od roku 2008. Veřejnosti byla střela Hyunmoo III poprvé představena 1. října 2013 na vojenské přehlídce konané na oslavu 65. výročí vzniku jihokorejských ozbrojených sil.

## Popis
Střela má délku 5,5 metru. Hmotnost střely je 1500 kg, z toho samotná bojová hlavice má 500 kg. Pohání ji malý dvouproudový motor. Střela využívá inerciální navigaci a GPS.

## Varianty[1]
- Hyunmoo IIIA (Eagle-1) – maximální dosah 500 km
- Hyunmoo IIIB (Eagle-2) – maximální dosah 1000 km
- Hyunmoo IIIC (Eagle-3) – ve vývoji, maximální dosah 1500 km
- Haeseong III – ponorková verze střely